# Yovanny Arrechea
Yovanny Arrechea Amú (Santander de Quilichao, Colombia; 20 de enero de 1983) es un ex-futbolista colombiano. Jugaba como delantero y su último equipo fue Jaguares de Córdoba de Colombia.
Es hermano del exfutbolista Yair Arrechea.

## Trayectoria
La característica principal en su juego es la potencia y la velocidad debido a su gran porte físico y a su altura de 1,85 m. Además, posee buen remate de media distancia.
Se inició en las divisiones inferiores del América de Cali. Luego, en 2004 fue cedido en calidad de préstamo al Real Cartagena, club en el cual fue goleador. Sus 20 goles en 30 partidos, ayudaron a que el equipo fuera campeón y lograra el ascenso a la Primera A. Más tarde, en 2005, regresó al América pero no tuvo grandes actuaciones, por lo que perdió la titularidad en el cuadro "escarlata". Allí se mantuvo un par de temporadas.
En enero de 2007, fue cedido en calidad de préstamo por un año (con opción de compra definitiva) a Rosario Central de Rosario (Argentina). En julio de 2007, luego de no haber jugado muchos partidos y de no haber convertido goles, el club rosarino le rescindió el contrato. Regresó a Colombia y durante un año no jugó a pesar de estar en la nómina del América de Cali, entre mediados de 2007 y mediados de 2008.
A mediados de 2008 pasó al Deportivo Pasto y tuvo una actuación interesante por lo cual fue traspasado a inicios de 2009 a Santa Fe de Bogotá. Comenzó bien la temporada, siendo titular indiscutido, pero luego decayó, por lo que fue desplazado a la suplencia. Esto motivó su salida del cuadro cardenal.
A inicios de 2010, Arrechea pasó a Millonarios, el eterno rival del conjunto "cardenal". Su rendimiento en el equipo albiazul ha sido bueno, convirtiéndose en el goleador del equipo con un promedio de goles aceptable. Hizo su primera tripleta como profesional la logró contra el Real Cartagena el 9 de octubre en Bogotá el día que Millonarios goleó 4-0 al equipo costeño. Como hecho destacado, se coronó como máximo goleador de la Copa Colombia 2010 con 11 tantos. Sumando esos tantos con los marcados en el Apertura y Finalización, Arrechea marcó 29 goles en el año con la divisa de Millonarios.
Posteriormente, el 30 de diciembre de 2010, se confirma su llegada al Atlético Nacional para la temporada 2011. Después de quedar campeón del Torneo Apertura 2011 con el Atlético Nacional, en el cual anotó 3 goles, fueron vendidos la totalidad de sus derechos deportivos al Changchun Yatai del fútbol chino.
Posterior mente, después de su paso por el fútbol mexicano en Club León decidió volver al fútbol colombiano, más precisamente al Independiente Santa Fe equipo subcampeón de la liga local, y semifinalista de la Copa Libertadores 2013. En el primer semestre del 2014 fue cedido en calidad de préstamo al Once Caldas. En el segundo semestre de 2014 regresó al Club León donde tenía contrato hasta diciembre de 2014.
Marcó su gol 100 jugando para Jaguares de Córdoba el 3 de abril de 2016 en el arco sur del Estadio Jaraguay de Montería de tiro penal frente a La Equidad al minuto 12 del encuentro válido por la fecha 11 del Torneo Apertura 2016.

## Clubes
| Club                | País      | Año         | Partidos | Goles |
| ------------------- | --------- | ----------- | -------- | ----- |
| Real Cartagena      | Colombia  | 2004        | 25       | 20    |
| América de Cali     | Colombia  | 2005 - 2006 | 56       | 11    |
| Rosario Central     | Argentina | 2007        | 7        | 0     |
| América de Cali     | Colombia  | 2007 - 2008 | 0        | 0     |
| Deportivo Pasto     | Colombia  | 2008        | 17       | 2     |
| Santa Fe            | Colombia  | 2009        | 38       | 8     |
| Millonarios         | Colombia  | 2010        | 43       | 29    |
| Atlético Nacional   | Colombia  | 2011        | 23       | 7     |
| Changchun Yatai     | China     | 2011        | 14       | 6     |
| Shenyang Dongjin    | China     | 2012        | 25       | 8     |
| León                | México    | 2013        | 15       | 2     |
| Santa Fe            | Colombia  | 2013        | 15       | 1     |
| Once Caldas         | Colombia  | 2014        | 6        | 0     |
| Atlético Huila      | Colombia  | 2015        | 26       | 4     |
| Jaguares de Córdoba | Colombia  | 2016        | 7        | 2     |

## Palmarés

### Campeonatos nacionales
| Título          | Club              | País     | Año  |
| --------------- | ----------------- | -------- | ---- |
| Primera B       | Real Cartagena    | Colombia | 2004 |
| Copa Colombia   | Santa Fe          | Colombia | 2009 |
| Torneo Apertura | Atlético Nacional | Colombia | 2011 |